# Arctia monosema
Arctia monosema là một loài bướm đêm thuộc phân họ Arctiinae, họ Erebidae.